# Saint-Clair-sur-l'Elle
Pour les articles homonymes, voir Saint-Clair.
Saint-Clair-sur-l'Elle, ou traditionnellement Saint-Clair-sur-Elle, est une commune française, située dans le département de la Manche en région Normandie, peuplée de 973 habitants.

## Géographie
La commune est en pays saint-lois, à proximité du Bessin. Son bourg est à 11 km au nord-est de Saint-Lô, à 28 km au sud-ouest de Bayeux et à 24 km au sud-est de Carentan.
| Moon-sur-Elle             | Moon-sur-Elle          | Sainte-Marguerite-d'Elle (Calvados), par un angle |
| Moon-sur-Elle, La Meauffe | Saint-Clair-sur-l'Elle | Saint-Jean-de-Savigny                             |
| Villiers-Fossard          | Villiers-Fossard       | Couvains                                          |

### Hydrographie
La commune est située dans le bassin Seine-Normandie. Elle est drainée par l'Elle, le cours d'eau 01 de la Fontaine Saint-Clair, le fossé 01 de la Chapelle du Mesnil Vitey, le ruisseau de Raumont Daubraine, le ruisseau Tortogne, la Vessie et un autre petit cours d'eau,.
L'Elle, d'une longueur de 32 km, prend sa source dans la commune de Saint-Germain-d'Elle et se jette  dans la Vire à Isigny-sur-Mer, après avoir traversé onze communes. Les caractéristiques hydrologiques de l'Elle sont données par la station hydrologique située sur la commune de Saint-Jean-de-Savigny. Le débit moyen mensuel est de 0,683 m3/s. Le débit moyen journalier maximum est de 7,85 m3/s, atteint lors de la crue du 26 décembre 1999. Le débit instantané maximal est quant à lui de 10 m3/s, atteint le 19 janvier 1995.

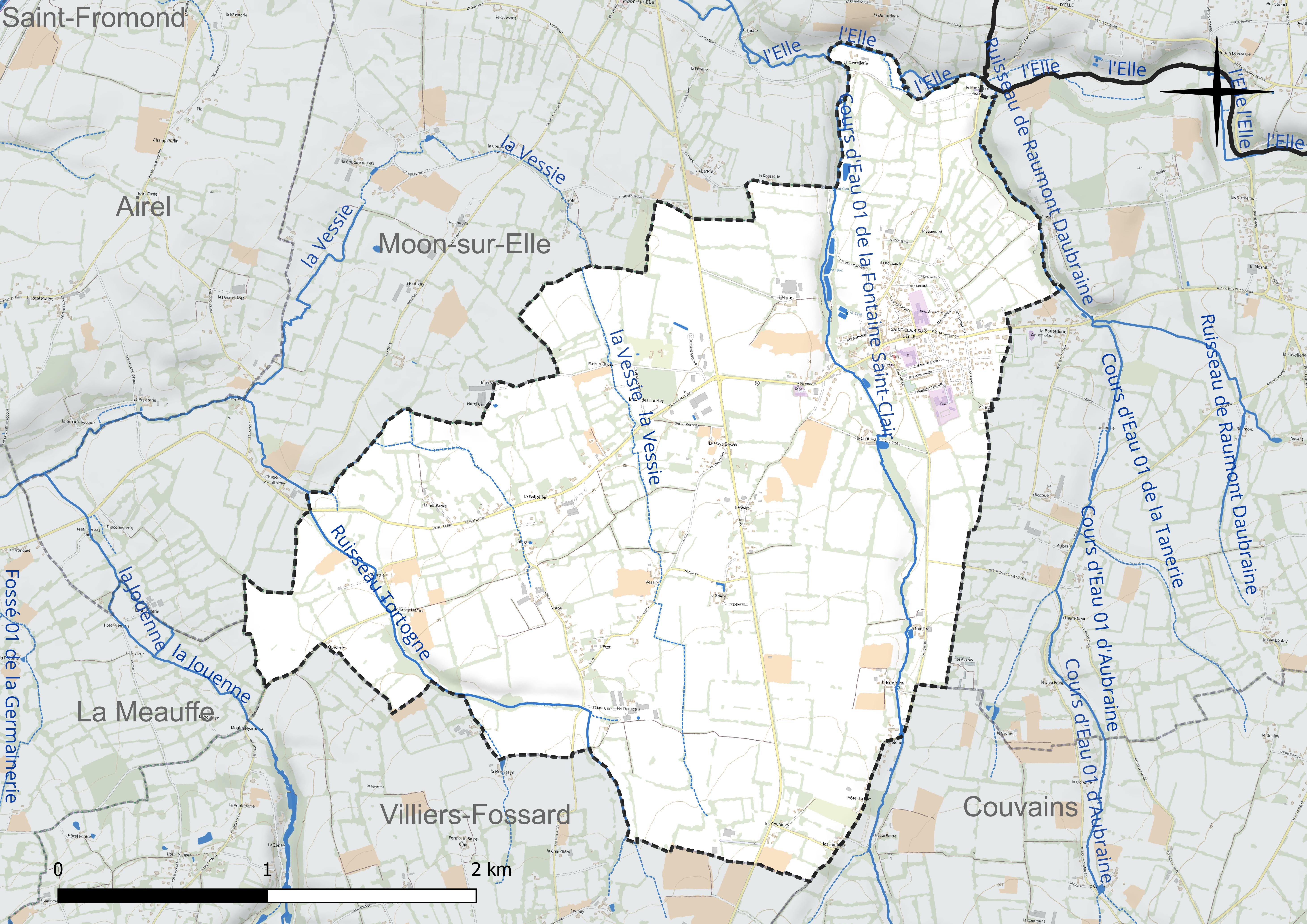
Réseau hydrographique de Saint-Clair-sur-l'Elle.

### Climat
Pour des articles plus généraux, voir Climat de la Normandie et Climat de la Manche.
En 2010, le climat de la commune est de type climat océanique franc, selon une étude du CNRS s'appuyant sur une série de données couvrant la période 1971-2000. En 2020, Météo-France publie une typologie des climats de la France métropolitaine dans laquelle la commune est exposée à un climat océanique et est dans la région climatique  Normandie (Cotentin, Orne), caractérisée par une pluviométrie relativement élevée (850 mm/a) et un été frais (15,5 °C) et venté. Parallèlement le GIEC normand, un groupe régional d’experts sur le climat, différencie quant à lui, dans une étude de 2020, trois grands types de climats pour la région Normandie, nuancés à une échelle plus fine par les facteurs géographiques locaux. La commune est, selon ce zonage, exposée à un « climat maritime », correspondant au Cotentin et à l'ouest du département de la Manche, frais, humide et pluvieux, où les contrastes pluviométrique et thermique sont parfois très prononcés en quelques kilomètres quand le relief est marqué.
Pour la période 1971-2000, la température annuelle moyenne est de 10,8 °C, avec une amplitude thermique annuelle de 11,5 °C. Le cumul annuel moyen de précipitations est de 868 mm, avec 13,5 jours de précipitations en janvier et 7,8 jours en juillet. Pour la période 1991-2020, la température moyenne annuelle observée sur la station météorologique la plus proche, située sur la commune de Balleroy-sur-Drôme à 14 km à vol d'oiseau, est de 11,2 °C et le cumul annuel moyen de précipitations est de 924,3 mm,. Pour l'avenir, les paramètres climatiques de la commune estimés pour 2050 selon différents scénarios d’émission de gaz à effet de serre sont consultables sur un site dédié publié par Météo-France en novembre 2022.

## Urbanisme

### Typologie
Au 1er janvier 2024, Saint-Clair-sur-l'Elle est catégorisée bourg rural, selon la nouvelle grille communale de densité à sept niveaux définie par l'Insee en 2022.
Elle est située hors unité urbaine. Par ailleurs la commune fait partie de l'aire d'attraction de Saint-Lô, dont elle est une commune de la couronne,. Cette aire, qui regroupe 63 communes, est catégorisée dans les aires de 50 000 à moins de 200 000 habitants,.

### Occupation des sols
L'occupation des sols de la commune, telle qu'elle ressort de la base de données européenne d’occupation biophysique des sols Corine Land Cover (CLC), est marquée par l'importance des territoires agricoles (94,5 % en 2018), en diminution par rapport à 1990 (95,7 %). La répartition détaillée en 2018 est la suivante : prairies (76 %), terres arables (18,5 %), zones urbanisées (5,5 %).

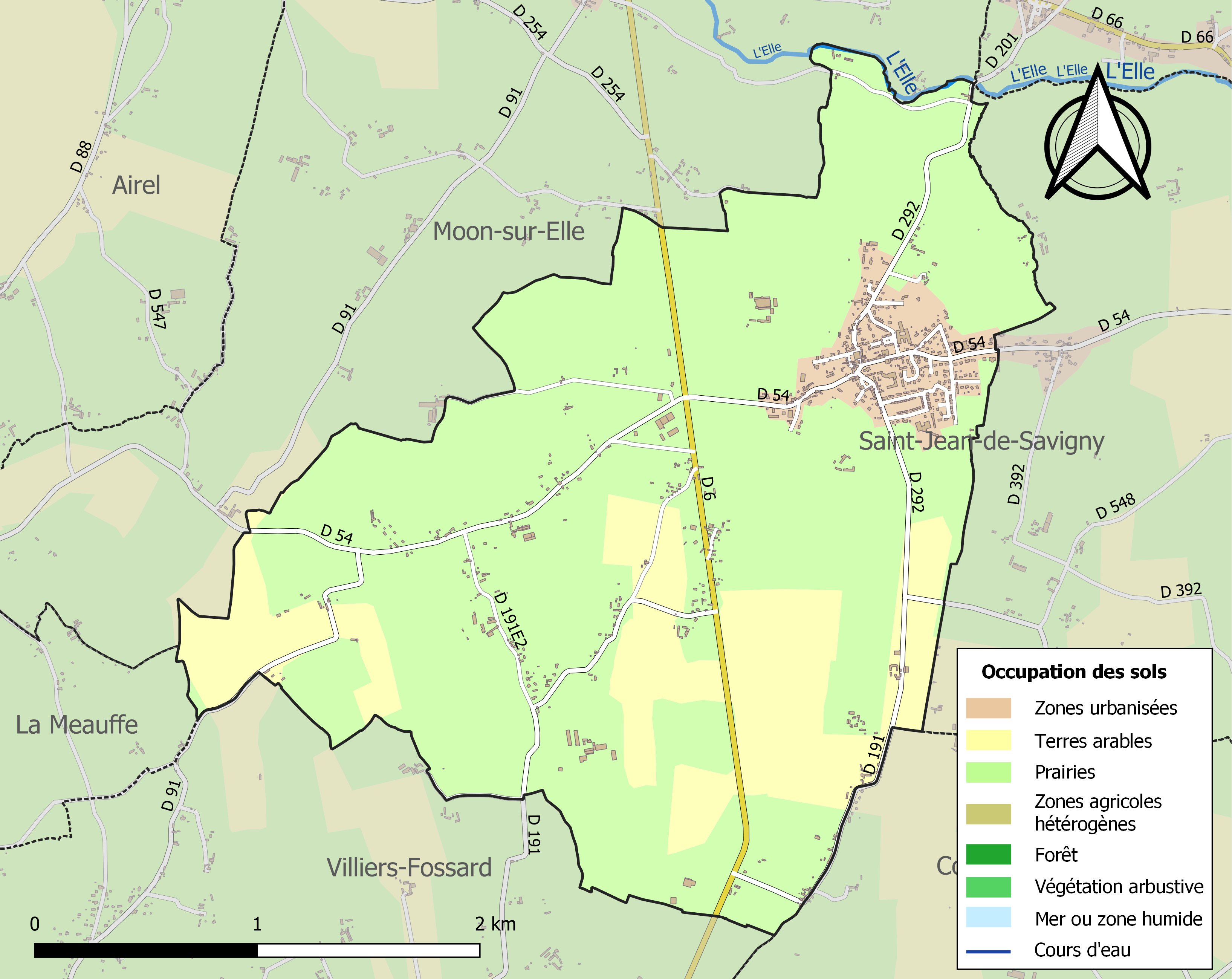
Carte des infrastructures et de l'occupation des sols de la commune en 2018 (CLC).

L'évolution de l’occupation des sols de la commune et de ses infrastructures peut être observée sur les différentes représentations cartographiques du territoire : la carte de Cassini (XVIIIe siècle), la carte d'état-major (1820-1866) et les cartes ou photos aériennes de l'IGN pour la période actuelle (1950 à aujourd'hui).

## Toponymie
Le nom de la commune est attesté sous la forme Saint Cler en 1326.
La commune tient son nom de saint Clair (845-884), prêtre originaire de Rochester, ayant prêché dans la région, et de l'Elle.
En 1897, Saint-Clair prend officiellement le nom de Saint-Clair-sur-l'Elle. L’Elle est une rivière des départements du Calvados et de la Manche, affluent de la Vire.
Le gentilé est Saint-Clairais.

## Histoire
Dans la seconde moitié du XIIe siècle, Richard de Creully, troisième fils de Richard et de Mathilde, chef, conjointement avec son frère aîné Philippe, de la famille Creully-Saint-Clair, donna le patronage et la dîme de l'église de Saint-Clair à l'abbaye de Cerisy-la-Forêt, et, en 1190, il assiste à la dédicace de l'abbaye d'Aunay et souscrit des donations à ladite abbaye.

### Seigneurie de Saint-Clair
Liste des seigneurs de Saint-Clair.
L'un des premiers seigneurs serait Mauger le Jeune (v. 995) qui nous est connu à travers le Roman de Rou de Wace. En 1598, dans la recherche de noblesse de Roissy, un David de Creully est désigné comme sieur de la Motte à Saint-Clair.
Maison de Saint-Clair
- Guillaume (v. 1150)
- Mathilde, dame de Saint-Clair (v. 1180), épouse Richard, seigneur de Creully († 1175)

Selon le Domesday Book, un Bretel, Hubert, Guillaume et Hamon de Saint-Clair sont attachés à Richard de Saint-Clair qui était aux côtés de Guillaume le Conquérant à Hastings en 1066. Wace cite « cel de Saint Cler ».
Maison de Creully, issue des ducs de Normandie
Elle a possédé la seigneurie de Saint-Clair du XIIe au XVIIe siècle.
- Richard († 1175), époux de Mathilde de Saint-Clair
- Richard († apr. 1234)
- Robert († apr. 1261)
- Henri Ier (v. 1318)
- Raoul (v. 1333)
- Jean Ier († av. 1371)
- Richard (v. 1402)
- Gilbert († av. 1427)
- Thomas Ier († av. 1446)
- Thomas II († av. 1460)
- Henri II († av. 1484). Il est cité en 1463 dans la Recherche de Montfaut, comme seigneur du lieu[28].
- Jean Ier (v. 1487)
- Guillaume Ier (v. 1516)
- Jean II († av. 1540)
- Guillaume II († apr. 1552)
- Gilles (v. 1569)
- Pierre († av. 1606)
- Jean III († 1628)
- Jacques (v. 1640), pour son neveu
- Jean IV († 1684), seigneur de Saint-Clair jusque vers 1645.

Famille de Hotot
- Charles († av. 1672)
- Guillaume (c. 1672)

Famille de Frestel
- François René (c. 1715)

Le 19 juin 1989, la gendarmerie de la commune procède à l'interpellation de Francis Heaulme.

## Politique et administration
| Période                                  | Période    | Identité             | Étiquette | Qualité                                      |
| ---------------------------------------- | ---------- | -------------------- | --------- | -------------------------------------------- |
| 1925                                     | 1951       | Pierre Hélie         |           |                                              |
| 1951                                     | 1959       | Victor Bougeard      |           |                                              |
| 1959                                     | 1963       | Paul Briard          |           |                                              |
| 1963                                     | 1971       | Victor Bougeard      |           |                                              |
| 1971                                     | avril 2002 | Jean Letourneur      | SE        | Notaire                                      |
| avril 2002                               | En cours   | Maryvonne Raimbeault | SE        | Conseillère en économie sociale et familiale |
| Les données manquantes sont à compléter. |            |                      |           |                                              |

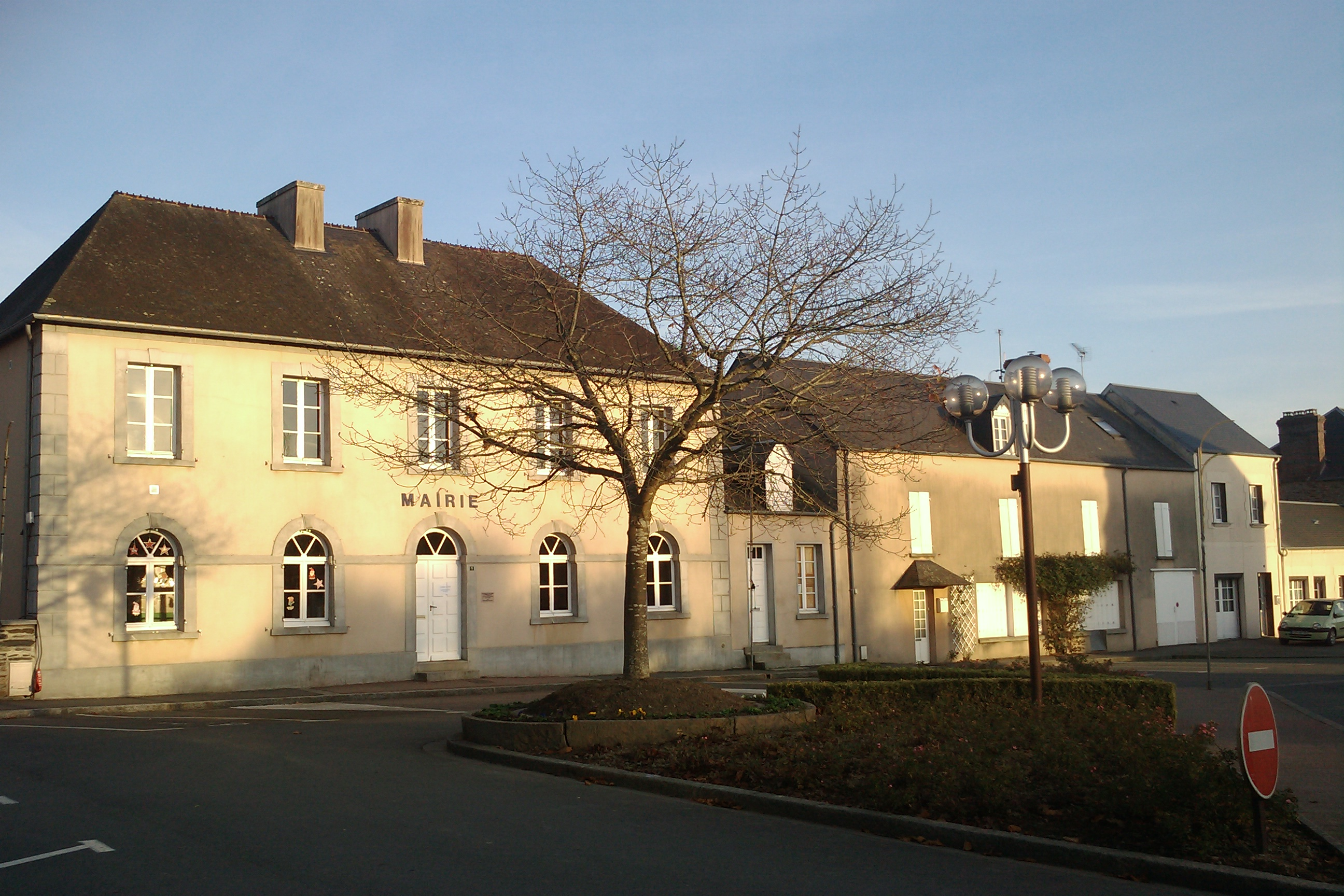
La mairie.

Le conseil municipal est composé de quinze membres dont le maire et trois adjoints.

## Équipements et services publics

### Enseignement
Il existe un collège public depuis septembre 1981 : le collège Jean-Grémillon, du nom du cinéaste normand. Environ 300 élèves y sont inscrits en 2014-2015. Beaucoup de projets pédagogiques y sont réalisés en lien avec le cinéma. L'établissement est situé au no 17 rue Maurice-Genevoix.

## Population et société

### Démographie
L'évolution du nombre d'habitants est connue à travers les recensements de la population effectués dans la commune depuis 1793. Pour les communes de moins de 10 000 habitants, une enquête de recensement portant sur toute la population est réalisée tous les cinq ans, les populations de référence des années intermédiaires étant quant à elles estimées par interpolation ou extrapolation. Pour la commune, le premier recensement exhaustif entrant dans le cadre du nouveau dispositif a été réalisé en 2004.
En 2022, la commune comptait 973 habitants, en évolution de +2,53 % par rapport à 2016 (Manche : −0,31 %, France hors Mayotte : +2,11 %).
| 1793 | 1800 | 1806 | 1821 | 1831 | 1836 | 1841 | 1846 | 1851 |
| ---- | ---- | ---- | ---- | ---- | ---- | ---- | ---- | ---- |
| 670  | 644  | 744  | 689  | 722  | 683  | 691  | 698  | 708  |

| 1856 | 1861 | 1866 | 1872 | 1876 | 1881 | 1886 | 1891 | 1896 |
| ---- | ---- | ---- | ---- | ---- | ---- | ---- | ---- | ---- |
| 657  | 638  | 661  | 606  | 625  | 611  | 608  | 565  | 563  |

| 1901 | 1906 | 1911 | 1921 | 1926 | 1931 | 1936 | 1946 | 1954 |
| ---- | ---- | ---- | ---- | ---- | ---- | ---- | ---- | ---- |
| 550  | 573  | 581  | 488  | 487  | 489  | 485  | 547  | 538  |

| 1962 | 1968 | 1975 | 1982 | 1990 | 1999 | 2004 | 2006 | 2009 |
| ---- | ---- | ---- | ---- | ---- | ---- | ---- | ---- | ---- |
| 482  | 568  | 630  | 741  | 797  | 864  | 860  | 850  | 882  |

| 2014 | 2019 | 2022 | - | - | - | - | - | - |
| ---- | ---- | ---- | - | - | - | - | - | - |
| 938  | 961  | 973  | - | - | - | - | - | - |

### Manifestations culturelles et festivités
- Fête communale (1er week-end de juillet, organisé par le comité des fêtes) .
- Relais pédestre, vide-greniers et autres activités[37].
- Forum des Associations, (1er samedi après la rentrée scolaire, organisé par l'Inter-Associations).
- Normandy Day (6 juin, organisé par l'Inter-Associations).
- Vétathlon de l'Elle (début octobre, organisé par l'Amicale des sapeurs pompiers de Saint-Clair-sur-l'Elle).

### Sports et loisirs
- Le Football Club de l'Elle : club fondé en 1996 de la fusion entre l'USE (club de Saint Clair-sur-l'Elle) et de l'USCL (Union sportive des Cheminots de Lison). Le club fait évoluer deux équipes de football en divisions de district[38].
- Le Judo Club d'Agneaux dispose d'un dojo dans le gymnase de Saint-Clair.
- Le Handball Club de l'Elle : club fondé en 1996.
- Le Volley Club.
- Flora Gym.

### Vie associative
- Inter-Associations
- Football Club de l'Elle
- Handball Club de l'Elle
- Flora Gym
- Club de l'Amitié
- Club Créatif
- Comité des Fêtes
- Union des Commerçants et des Artisans
- Amicale Laïque (Tennis, Badminton, Éveil Musical...)
- Amicale des Sapeurs Pompiers
- Anciens Combattants
- Les Théâtreux
- Les Cheveux Blancs
- Vélo club de l'Elle
- Volley Loisir de l'Elle
- Secteur d'Action Gérontologie

## Économie
La commune se situe dans la zone géographique des appellations d'origine protégée (AOP) Beurre d'Isigny et Crème d'Isigny.

## Lieux et monuments
- Église Saint-Clair des XIe, XVIe – XVIIe siècles avec porte romane et un avant-porche abritant un portail du XVIe. Elle abrite des autels latéraux du XVIIIe, des fonts baptismaux du XVIIIe, lavabos des XIIe et XVIIe, une statue de saint Clair du XIXe, une verrière du XXe de l'atelier Loire de Chartres, un coffret aux saintes huiles du XVIIIe classé en 1983 au titre objet aux monuments historiques[40].
- La fontaine Saint-Clair, reconstruite en 1909 par la famille Delangle, aurait la faculté de soigner les problèmes des yeux. On attribue aussi à saint Clair de Normandie le pouvoir d'assurer un beau temps pour un mariage en y déposant des œufs[41].
- Le monument aux morts dédié aux victimes de la guerre de 1914-1918.
- Château de Saint-Clair des XVIe, XVIIe, XIXe – XXe siècles.
- Croix de cimetière du XVIIIe siècle.

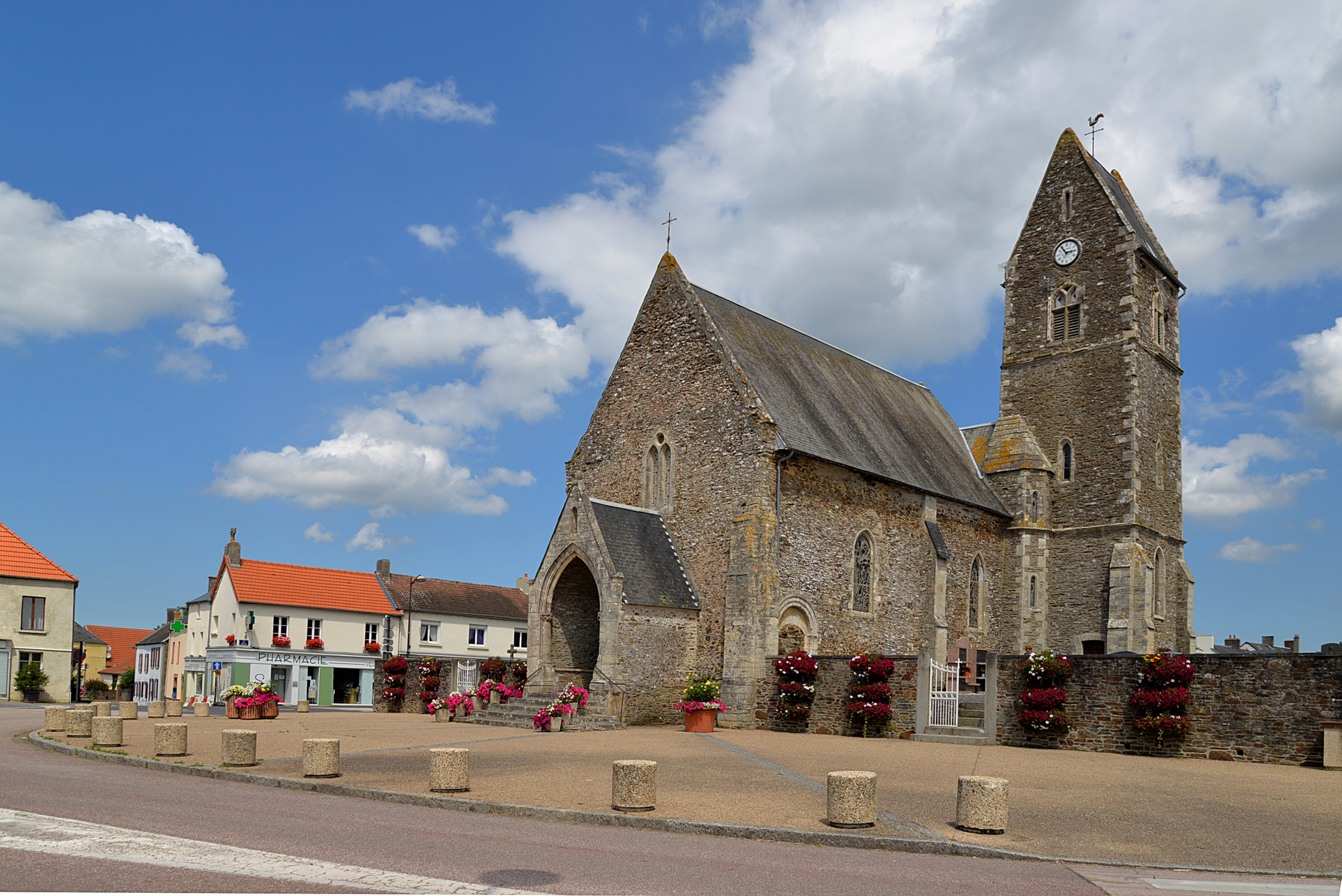
L’église Saint-Clair. Vue sud-ouest.
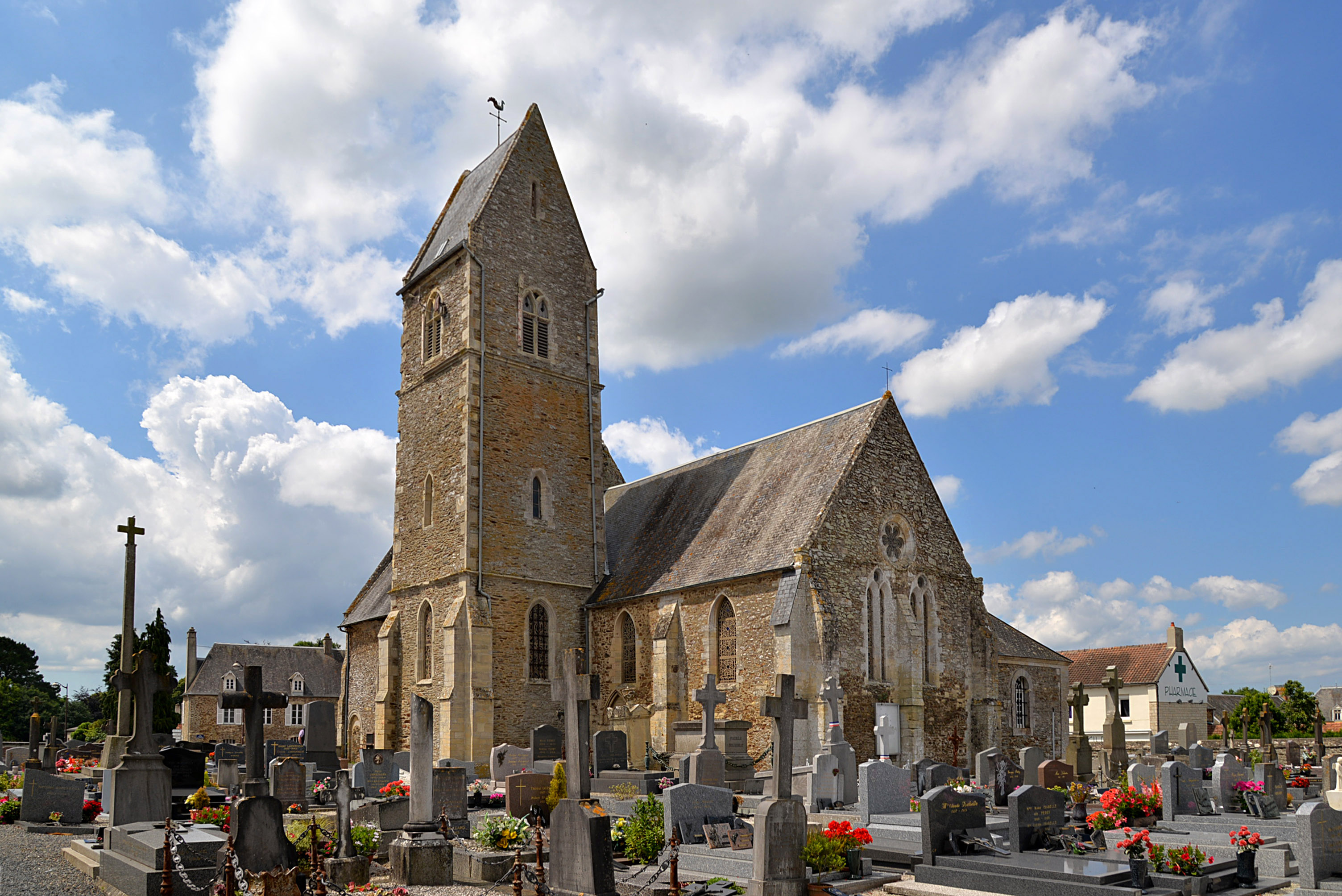
L’église Saint-Clair. Vue sud-est.
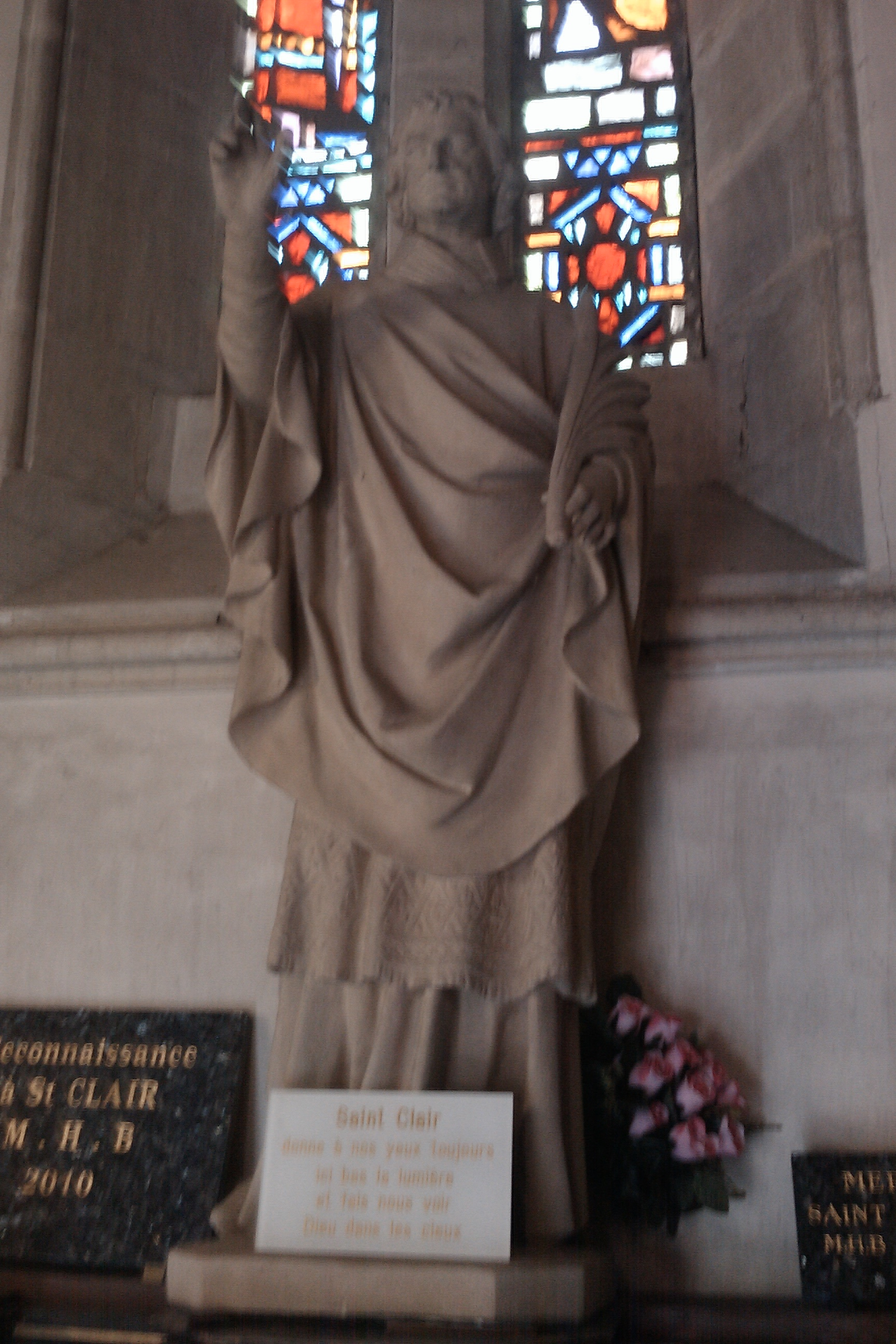
Statue de Saint-Clair dans l'église et ex-voto.
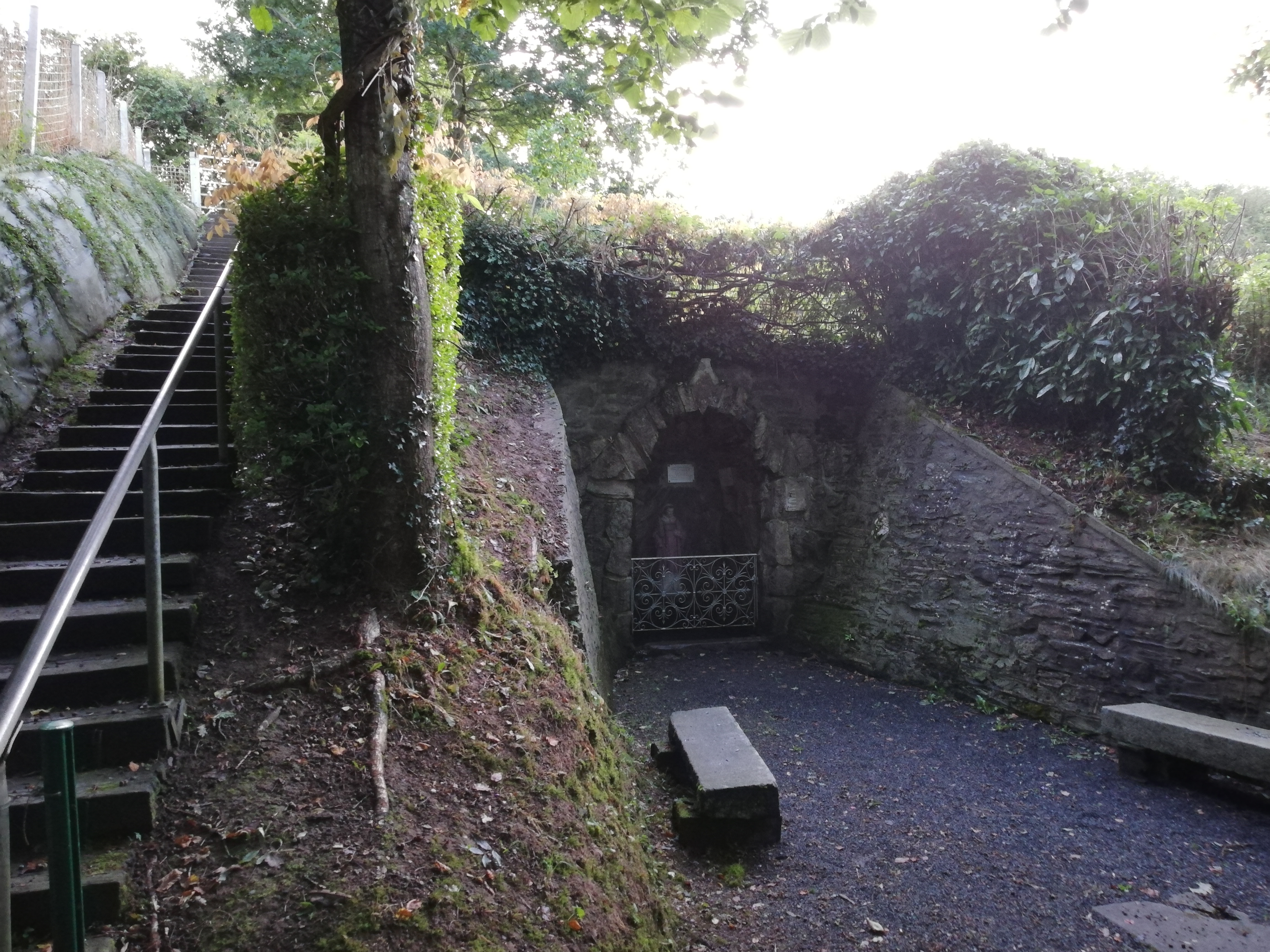
Fontaine Saint-Clair avec une boite à œufs comme offrande.
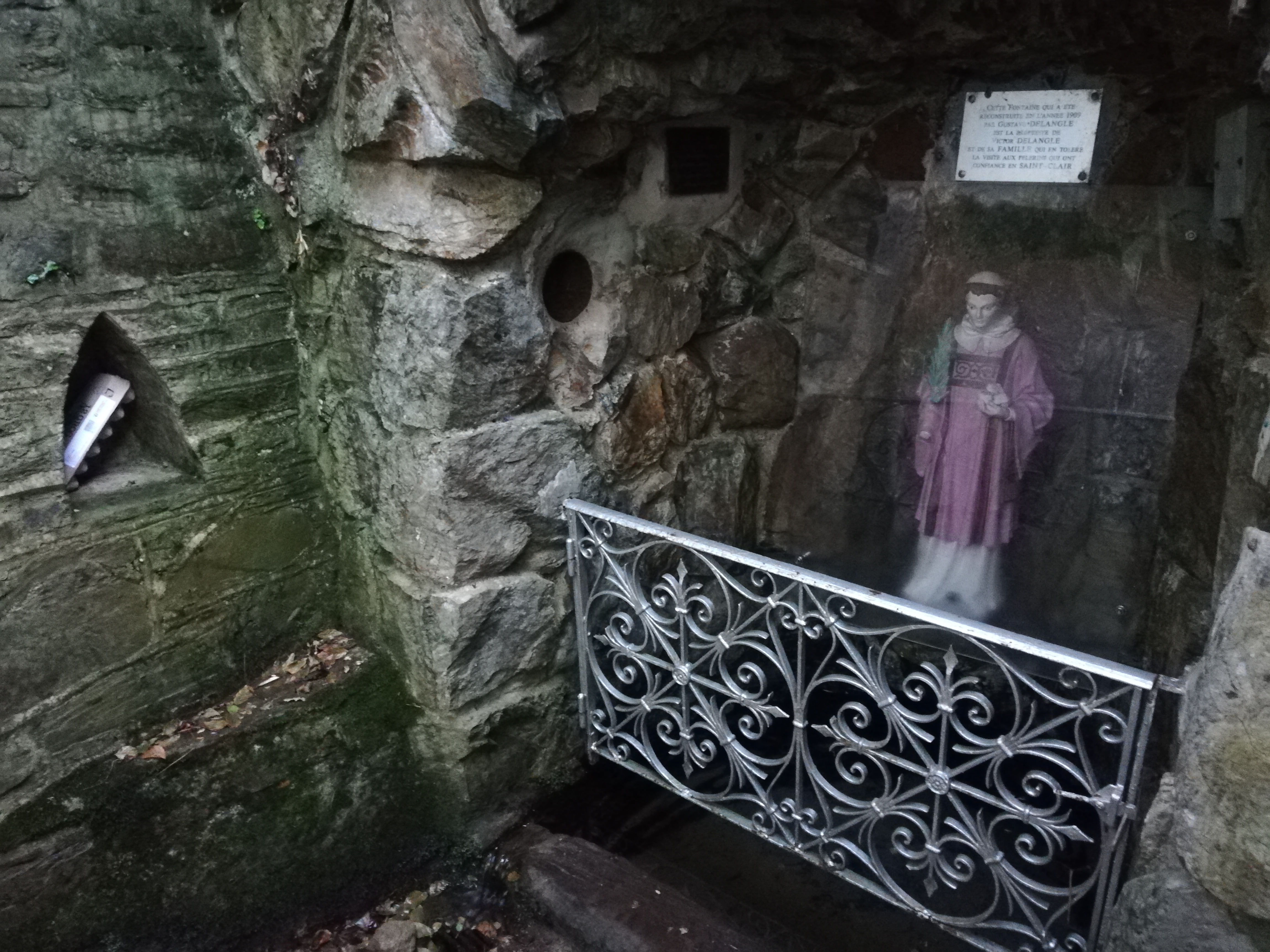
Fontaine Saint-Clair avec une boite à œufs comme offrande.
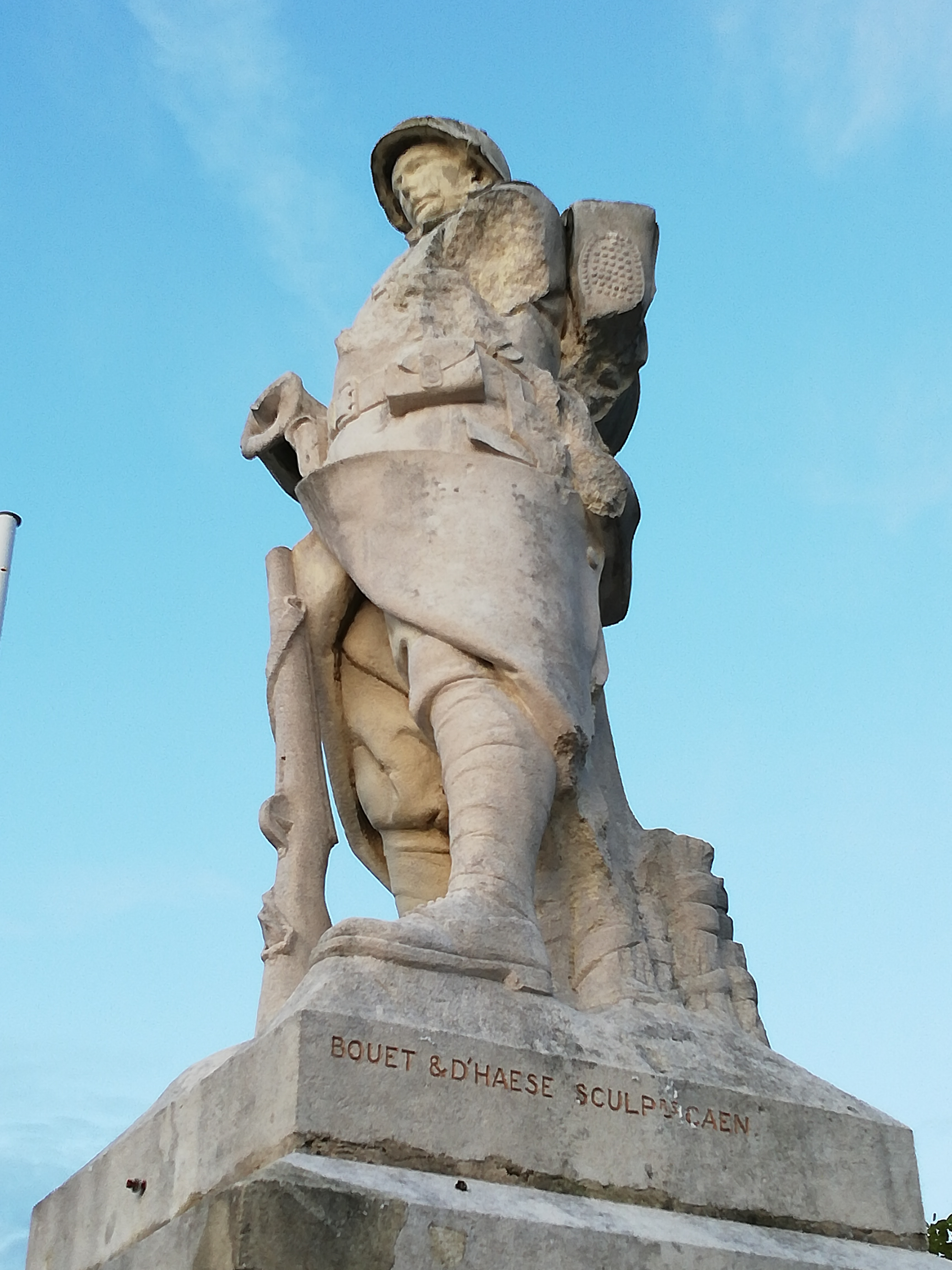
Monument aux morts.

## Personnalités liées à la commune
- Paul Parfouru (1846 à Saint-Clair-sur-Elle - 1905), archiviste.
- Benoît Guérin de Berneron (1745 à Saint-Clair - 1797), général d'armée.